# Hygieia
Hygieia (Oudgrieks: Ὑγιεία, Hygieía of Ὑγεία, Hygeía, "gezondheid"), een van de dochters van Asklepios (god van de geneeskunde en genezing) en Epione, is in de Griekse godsdienst de godin van de gezondheid, properheid en hygiëne. Door sommige wetenschappers wordt zij als een personificatie (van de gezondheid) beschouwd. In de Romeinse tijd werd zij vereenzelvigd met de Romeinse godinnen Salus ("heil") en Valetudo ("gezondheid").

## Functie

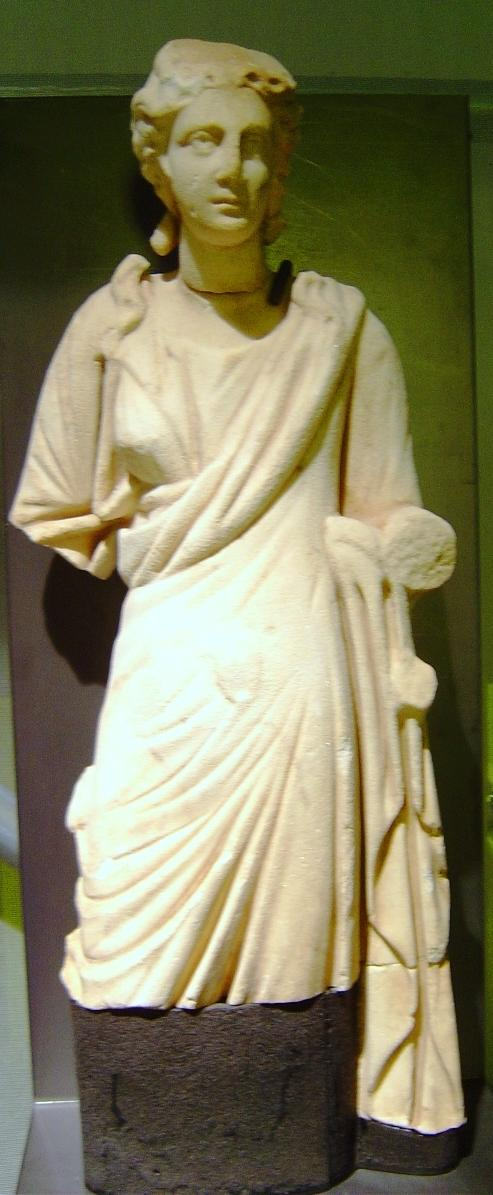
Hygieia beeld uit Sagalassos, 4e eeuw, Gallo-Romeins Museum

Haar zuster Panakeia is de godin van de geneesmiddelen. Asklepios en zijn dochters behoren tot het nageslacht van Apollo, god van de schoonheid en de geneeskunde. Asklepios is een moeilijke figuur. Hij werd onder andere als aardgeest, halfgod en god vereerd. Zijn vrouw Epione was de godin van de pijnverzachting.
De Grieken eerden Hygieia als een machtige godin, wier taak het was te waken over de gezondheid van mensen. Ze schijnt reeds over een eigen cultus beschikt te hebben in de zevende en zesde eeuw voor Christus. Doordat in 429 v.Chr. een ernstige epidemie in Athene uitbrak, waarschijnlijk ebola of tyfus, werd zij samen met Asklepios vanuit Epidauros en Piraeus naar deze stad gehaald. In de historiografie wordt echter ten onrechte van een pestepidemie gesproken. Hier ontmoette Hygieia de godin Athena, die ook Hygieia als bijnaam heeft. Geleidelijk aan verdrong Hygieia Athena en ontstond er een andere hiërarchie. Voor de gezondheid van de geest wendde men zich tot Athena Hygieia (Rom. Minerva Medica).

## Eredienst
Haar eredienst dateert eerst van latere tijd. Gewoonlijk werd zij samen met haar vader vereerd, zoals in Argos, en stond haar beeld in diens tempel.
Hoewel de cultus van Hygieia reeds lokaal werd gevierd vanaf de 7e eeuw v.Chr., begon deze zich pas echt te verspreiden over de Griekse wereld, nadat het orakel van Delphi haar had erkend na de uitbraak van voorgenoemde epidemie. Vanuit Athene verspreidde de cultus zich daarna verder. Rome erkende haar cultus in 293 v.Chr.. Haar voornaamste tempels waren opgetrokken in Epidauros, Korinthe, Kos en Pergamon. Daarnaast werd ze ook in Athene, Gortys en Oropos vereerd.
Pausanias merkte op dat onder de standbeelden van Hygieia, in het Asklepieion van Titane (een tempel van Asklepios), in Sicyon (dat door Alexanor, kleinzoon van Asklepios was gesticht), er een beeld met een sluier was bedekt en dat de vrouwen van deze stad hun haar aan haar wijdden. Als men mag afgaan op de inscripties, hadden dergelijke offers ook plaats op Paros.

## Voorstelling

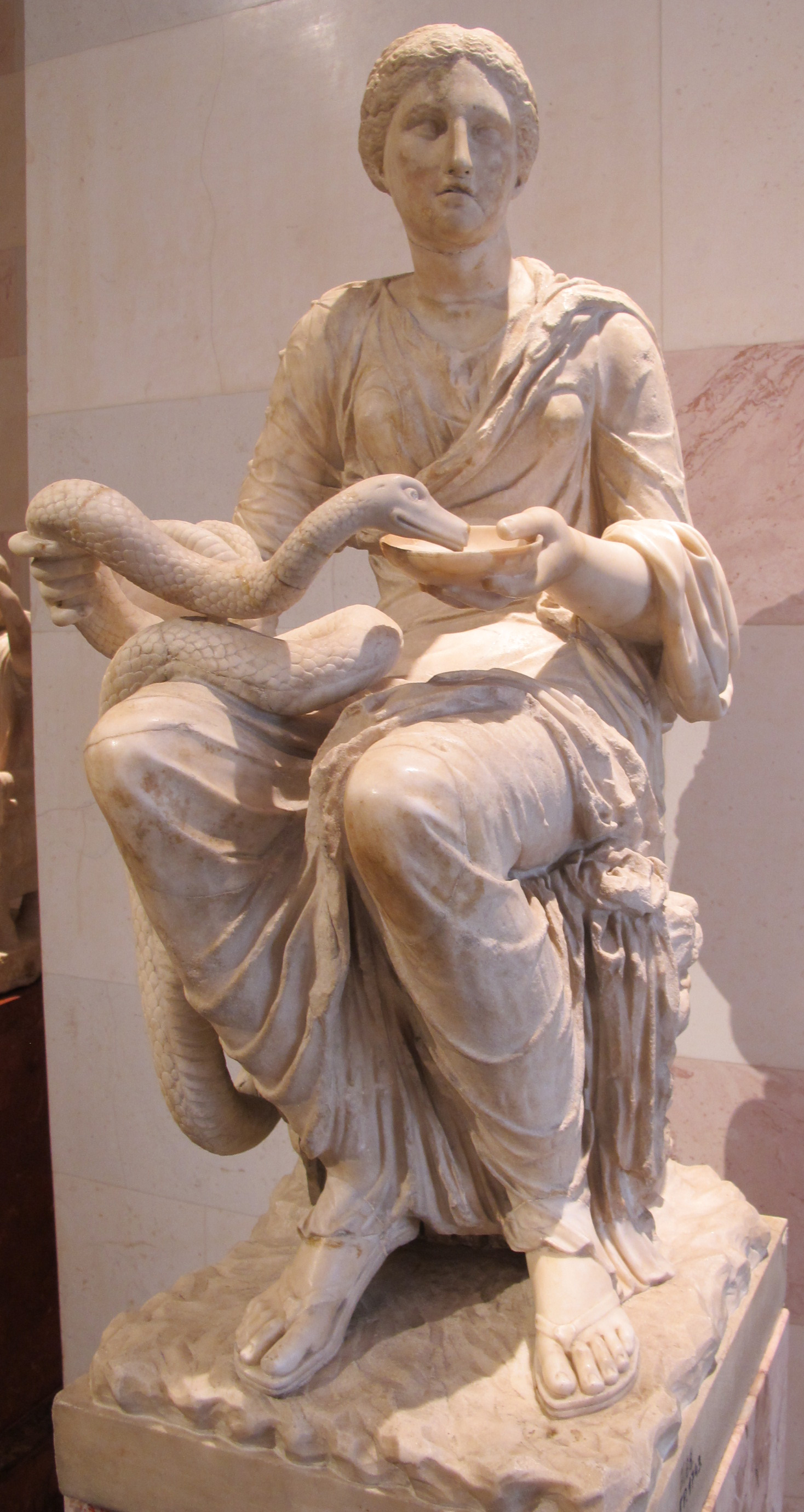
Standbeeld van Hygieia met een slang die uit de schaal in haar linkerhand drinkt (Hermitage, Sint-Petersburg).

Aan het einde van de 5e eeuw v.Chr. werd Hygieia voor het eerst afgebeeld op vaasschilderingen. Zij werd door de beeldende kunstenaars zeer dikwijls voorgesteld als een schone, ernstige maagd, met een zachte en goedige uitdrukking op haar gelaat, nu eens alleen, dan weer met haar vader Asklepios (en haar broer Telesphoros), in welke afbeeldingen zij echter telkens niet aan de handeling deelneemt. Standbeelden van Hygieia zijn onder ander toegeschreven aan Skopas, Bryaxis en Thimoteos.
Zij wordt daarnaast voorgesteld als gekroond met een schaal (pathera) in haar rechterhand. Steeds vergezelt haar de slang, de Esculaap, het zinnebeeld van de gezondheid, overgenomen van haar vader. Deze slang kronkelt vanaf haar borst naar de schaal om eruit te drinken. Deze schaal wordt in de 21ste eeuw vaak gebruikt als symbool voor apothekers en de farmaceutische industrie.

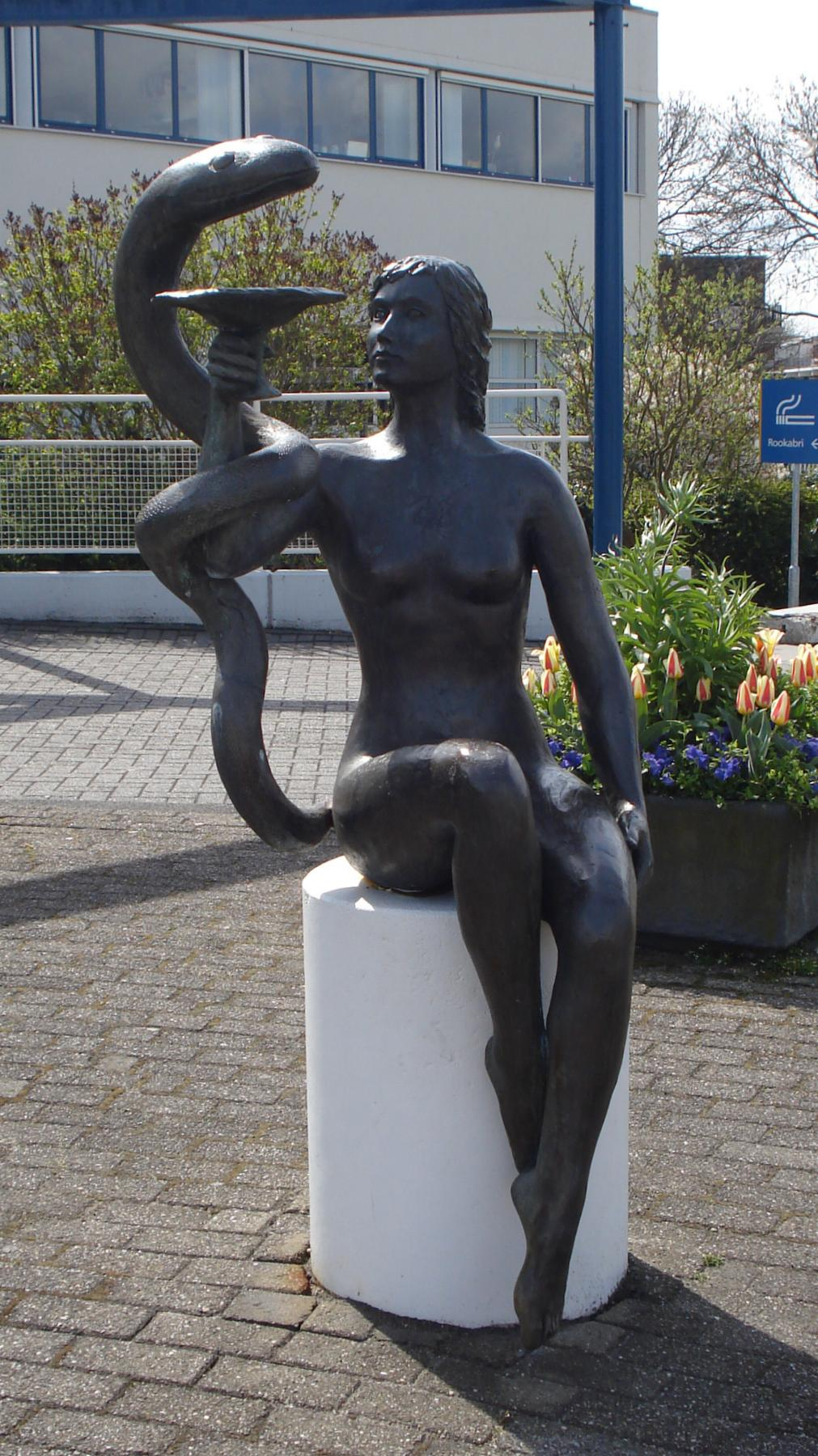
Hygieia voor het ziekenhuis in Spijkenisse, Hansje den Hollander, 1990

Ariphron (4e eeuw v.Chr.), een artiest en muzikant uit Sicyon, heeft aan haar een beroemde hymne gericht. Deze luidt:
Hygieia, meest gerespecteerde der gezegenden onder stervelingen, mag ik met jou samenzijn
voor wat nog rest van mijn leven, en moge jij mij gracieus vergezellen:
want als er nog enig plezier is in rijkdom of kinderen,
of in een koninklijke goddelijke macht over mensen,
of in de verlangens die wij vangen met de verborgen netten van Aphrodite,
of in elke andere vreugde of verlichting van het werk
is onthuld door de goden aan de mensen,
met jou, gezegende Hygieia,
het bloeit en straalt als tegenovergesteld van de Gratiën.
Zonder jou is niemand gelukkig

## Voetnoten
1. ↑  Aldus een inscriptie uit Erythrae (Greek Lyric V: Anonymous Frag 939.), Suda s.v. Epione, maar volgens Pausanias (I 23.5, V 20.2) was Asklepios haar enige ouder. In de Orphische Rapsodieën (frag.; cf. Proclus, ad Plat. Tim.) wordt ze een dochter van Eros en Peitho genoemd.
2. ↑  Henry George Liddell, Robert Scott, A Greek-English Lexicon, s.v. 'Ὑγίεια'; Leven 2005, s.v. 'Hygieia' (p.443).
3. ↑  Emma Stafford, Worshipping Virtues. Personification And The Divine In Ancient Greece (London 2000) 147-172.
4. ↑  Lorenz Winkler, Salus. Vom Staatskult zur politischen Idee: Eine archäologische Untersuchung (Verlag Archäologie und Geschichte 1995).
5. ↑  (en) Beumer, M.  (2022). A Woman’s Touch. Hygieia, Health and Incubation. Gearchiveerd op 7 oktober 2022. Journal of History of Sciences and Technology/DVT - Dejiny ved a techniky  1-2: 25-55. ISSN:0300-4414
6. ↑  P.E. Olson, C.S. Hames, A.S. Benenson, E.N. Genovese EN 'The Thucydides syndrome: ebola deja vu? (or ebola reemergent?)', in: Emerging Infectious Diseases, nr. 2 (1996) 155–156
7. ↑  Aischylos, Eumeniden 522.
8. ↑  Pausanias, II 23 § 4, III 22.§ 9
9. ↑  Plinius maior, Naturalis Historia XXXIV 19.
10. ↑  Pausanias, II 4 § 6.
11. ↑  Pausanias, I 23 § 5, 31 § 5.
12. ↑  Pausanias, VIII 28 § 1.
13. ↑  Pausanias, I 34 § 2.
14. ↑  Pausanias, II 11 § 6.

## Antieke bronnen
- Ariphron, Hymne aan Hygieia
- Ploutarchos, Leven van Perikles
- Pausanias, Een reisbeschrijving van Griekenland
- Pindaros, Oden VII 70-71.
- Homeros, Ilias II 731, IV 194.
- Likymnios